# Midnight Commander
GNU Midnight Commander (mc, ми́днайт-кома́ндер, «полуночный командир»; ранее назывался «mouseless commander») — один из файловых менеджеров с текстовым интерфейсом двухпанельного типа для UNIX-подобных операционных систем, а также Microsoft Windows и Windows NT, OS/2, macOS (но не Mac OS 9). Создан в 1994 году Мигелем де Икасой.
Midnight Commander (GNU Midnight Commander) является частью проекта GNU, и все разработчики передали свои права на программу в пользу Free Software Foundation.

## Возможности
- Работа с различными архивами и образами файловых систем, как если бы они являлись обычными каталогами.
- Работа с сетевыми файловыми системами Samba, FTP, SFTP.
- Выполнение операций копирования и перемещения файлов в фоновом режиме.
- Встроенный текстовый редактор с подсветкой синтаксиса.
- Текстовый режим, основанный на библиотеках ncurses и S-Lang. Это позволяет программе работать как в консоли, так и в различных эмуляторах терминала и через удалённые соединения, например, по протоколу SSH. Поддерживает мышь.
- Поддержка многоязыкового интерфейса.
- Поддержка кодировки UTF-8 (начиная с 2009 года).
- Настраиваемое пользовательское меню, вызывается по F2. Каждый пункт меню выполняет набор команд оболочки (shell). Команды прописываются в файл ~/.config/mc/.mc.menu (или ~/.config/mc/menu).
- Список каталогов для быстрого доступа, вызывается по Ctrl+\. Настраивается непосредственно в панели быстрого доступа либо редактированием файла ~/.config/mc/hotlist.

## mcedit
Midnight Commander включает в себя текстовый редактор mcedit, который может запускаться как изнутри (клавишей F4), так и отдельно, из командной строки.
```
mcedit
 
[
-bcCdfhstVx?
]
 
[
+lineno
]
 
file

```

```
 file  расположение редактируемого файла
 +lineno  переход к указанной строке файла
 -b  чёрно-белый режим
 -C <keyword>=<FGcolor>,<BGcolor>:<keyword>= ...  пользовательский набор цветов
 -d  отключение мыши
 -f  расположение Midnight Commander
 -V  версия программы
```